# Lockheed Modelo 10 Electra
El Lockheed L-10 Electra fue un transporte ligero comercial bimotor de corto alcance construido íntegramente en metal por la estadounidense Lockheed Aircraft Corporation en los años 30, para competir con el Boeing 247 y el Douglas DC-1.

## Diseño y desarrollo

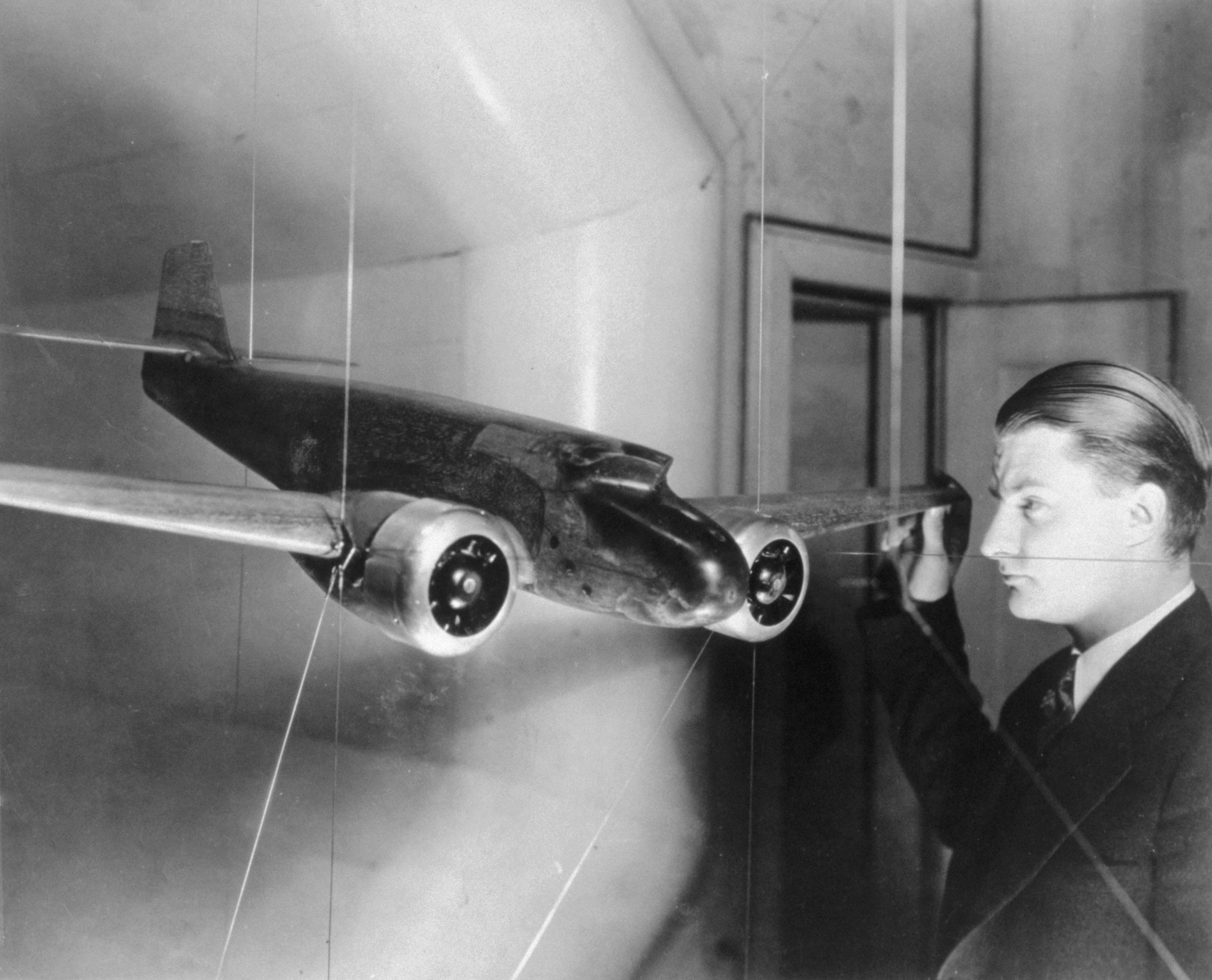
Mini-modelo del avión.

El Electra era un monoplano de ala baja cantilever de construcción enteramente metálica (nótese que algunos de los diseños de madera de Lockheed, tales como el Orion habían sido construidos en metal por la firma Detroit Aircraft Corporation), con tren de aterrizaje retráctil del tipo rueda de cola y unidad de cola bideriva. Estaba propulsado por dos motores Pratt & Whitney Wasp Junior SB. El nombre Electra proviene de una de las estrellas de la constelación de las Pléyades. El prototipo realizó su primer vuelo el 23 de febrero de 1934 y fue seguido por 148 ejemplares de serie.
Las pruebas aerodinámicas del Electra en el túnel de viento fueron realizados en la Universidad de Míchigan, en gran parte por el becario Clarence Johnson. Este estudiante sugirió realizar dos cambios en el diseño: reemplazar la deriva simple por otra doble (sistema posteriormente patentado por Lockheed) y retirar los sobredimensionados carenados de unión de las alas. Ambas sugerencias fueron incorporadas a la línea de producción. Tras recibir su titulación superior, Johnson entró a trabajar en Lockheed llegando a liderar los Skunk Works de desarrollo de aviones como el SR-71 Blackbird.

## Historia operacional
El Electra comenzó a operar en 1934, inicialmente con Northwest Airlines, y a finales de los años treinta servía ya en ocho compañías estadounidenses.
La aviadora Amelia Earhart desapareció sin dejar rastro junto a su navegante Fred Noonan en un Electra 10-E bastante modificado mientras intentaba dar la vuelta al mundo en 1937.
Posteriormente en 1937, H.T. "Dick" Merrill y J.S. Lambie consiguieron realizar el considerado primer vuelo comercial de ida y vuelta sobre el Océano Atlántico, hecho premiado con el Harmon Trophy. En el viaje de ida llevaron noticias sobre el desastre del Hindenburg, y en el de vuelta, diferentes fotografías de la coronación del rey Jorge VI.
Cuando Estados Unidos entró de lleno en la II Guerra Mundial, pocos Electra seguían en las flotas de las empresas estadounidenses de transporte aéreo, pues la expansión del mercado había superado la escasa capacidad del modelo. Además de los aparatos construidos para las compañías domésticas, los Electra se exportaron a Argentina, Australia, Canadá, Chile, Colombia, Gran Bretaña, Japón, Nueva Zelanda, Polonia, Rumania, la URSS, Venezuela y Yugoslavia. Unos pocos ejemplares participaron en la guerra civil española.
El gobierno de la República adquirió dos Lockheed L-10 Electra; un ejemplar comprado en Estados Unidos fue embarcado en el buque "Mar Cantábrico" con destino al puerto republicano de Santander. Este buque fue capturado en alta mar por el crucero "Canarias" de la Marina Nacional y este avión quedó encuadrado en la Aviación Nacional, siendo codificado como 42-2. El otro Electra comprado en México fue utilizado por la Aviación de la República, en misiones de enlace, siendo recuperado al finalizar la guerra y matriculado 42-4. Ambos seguían en servicio el 1 de marzo de 1940, y uno de ellos el 1 de febrero de 1946 con el nuevo código de identificación L.10; siguió en vuelo hasta 1953.
Muchos de los Electra y sus variantes (L-12 Electra Junior y L-14 Super Electra) fueron utilizados en tareas militares durante la Segunda Guerra Mundial con la denominación C-36 de las USAAF. Además, este modelo sirvió en la RAF británica y en las Reales Fuerzas Aéreas de Canadá. El empleo del Electra por parte de pequeñas compañías aéreas prosiguió después de la guerra y algunos se conservaban aún en servicio a principios de los años ochenta.

## Variantes

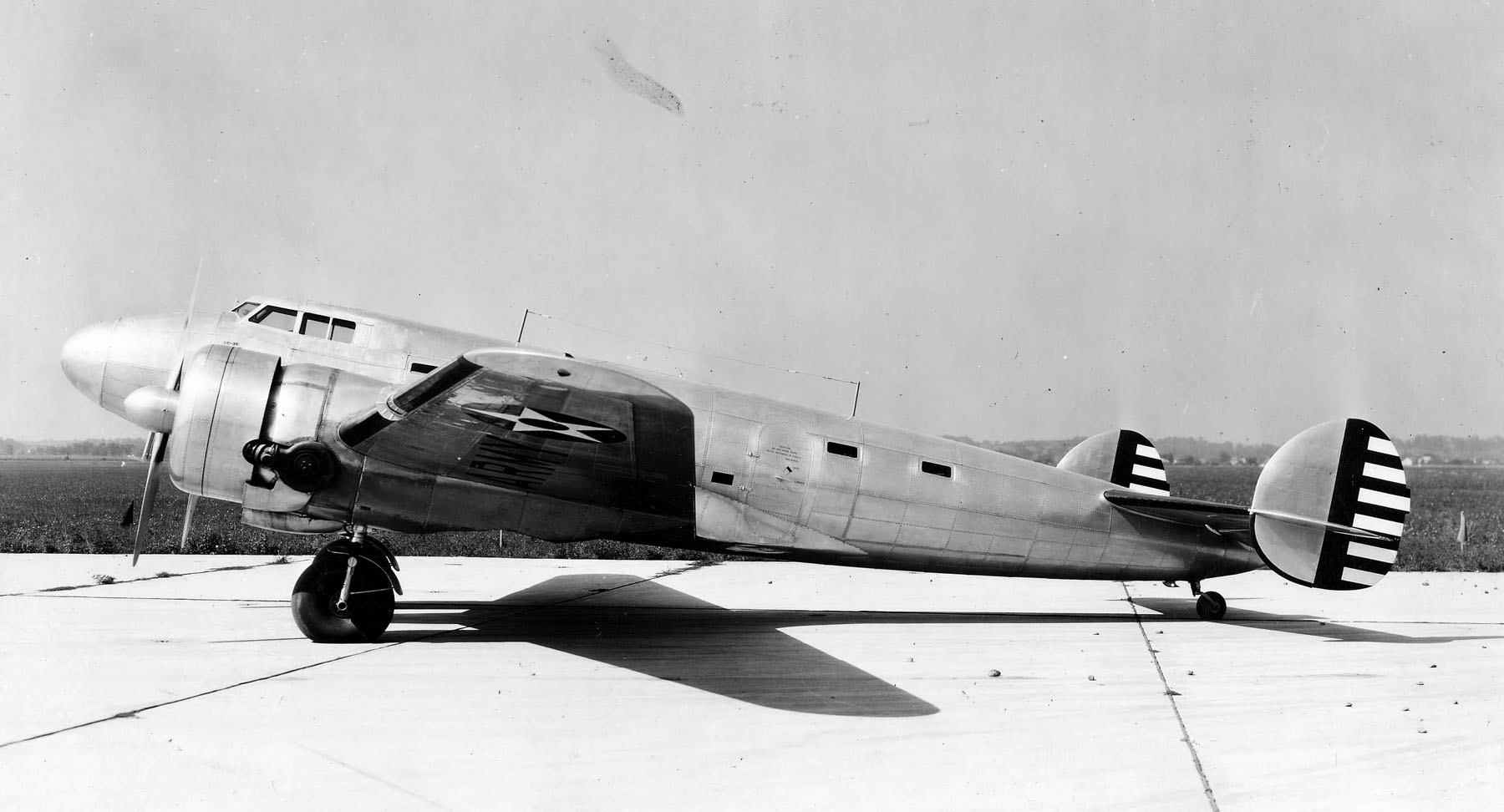
Lockheed XC-35.

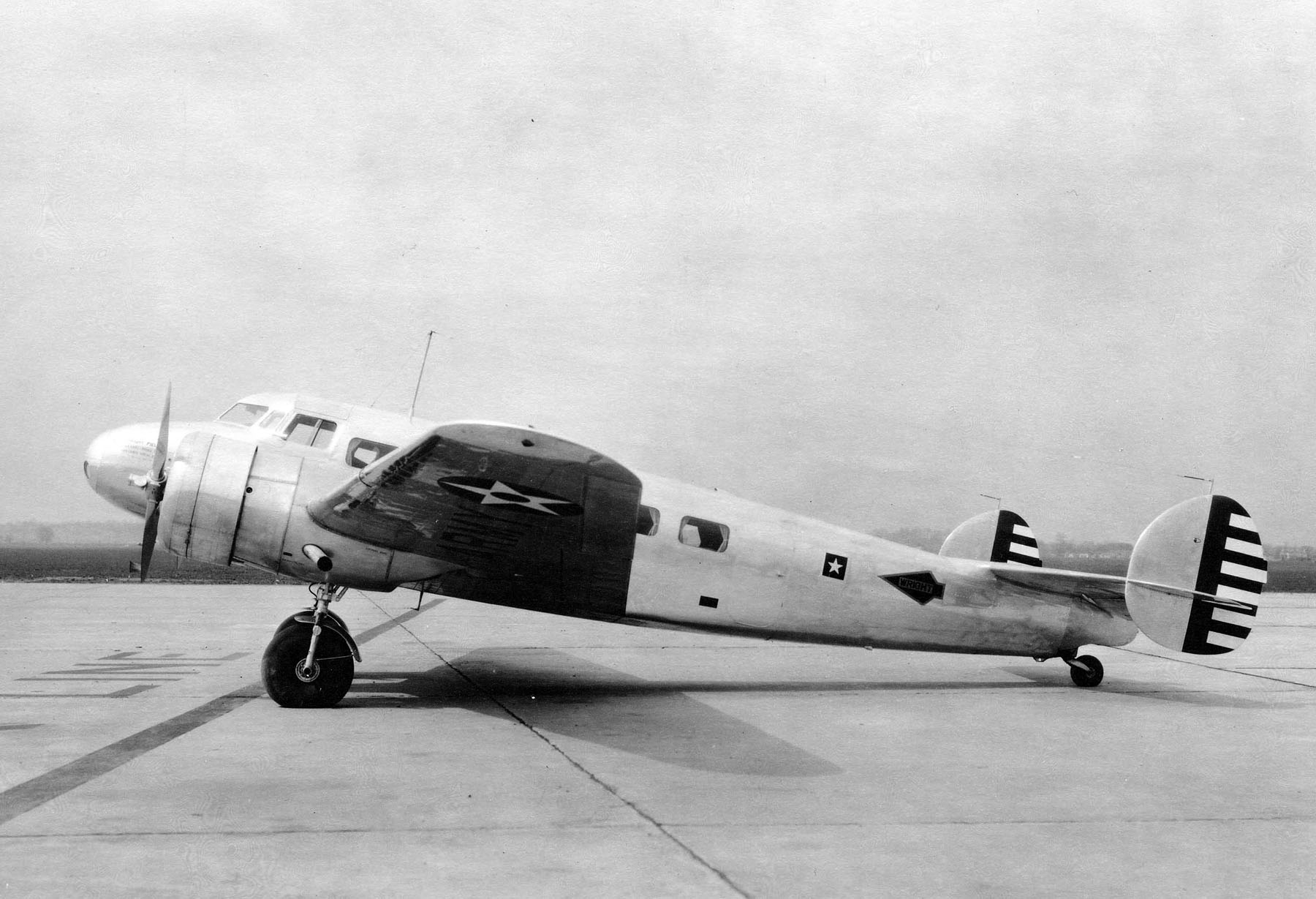
Lockheed Y1C-36/C-36/UC-36.

El Electra fue producido en diversas variantes para usos tanto civiles como militares, con un total de 148 unidades.
Electra 10-A
Principal versión de serie propulsado por dos motores Pratt & Whitney Wasp Junior SB de 336 kW (450 hp); 101 unidades.
- 3 como Y1C-36/C-36/UC-36.
- 15 como C-36A, posteriormente redesignados como UC-36A.
- 3 como XR2O-1/R2O-1 para el Secretario de Marina.
- 1 como Y1C-37/C-37/UC-37 para el Jefe de la Oficina de la Guardia Nacional.

Electra 10-B
Similar por lo general al Electra 10-A, pero propulsado por dos Wright R-975-E3 Whirlwind de 328 kW (440 hp); 18 unidades.
- 7 como C-36C, posteriormente redesignados como UC-36C.
- 1 como XR3O-1 para uso del Secretario del Tesoro y operado por la Guardia Costera de los Estados Unidos.

Electra 10-C
Ocho ejemplares para Pan American Airways, equipados con dos Pratt & Whitney Wasp SC1 de 336 kW (450 hp).
Electra 10-D
Propuesta de una versión de transporte militar, nunca construida.
Electra 10-E
Básicamente similar al Electra 10-A, pero propulsado por motores Pratt & Whitney Wasp S3H1 de 450 kW (600 hp); de las 15 unidades construidas, la más famosa fue la matriculada NR-16020 en la que, en un intento de circunnavegar la Tierra, desaparecieron sin dejar rastro el 2 de julio de 1937 Amelia Earhart y su navegante Fred Noonan.
NR3O-1
Designación aplicada a un único avión de transporte convertible en ambulancia utilizado por la Guardia Costera de Estados Unidos.
XC-35
Versión experimental con cabina presurizada y motores turboalimentados Pratt & Whitney XR-1340-43 de 410 kW (550 hp); empleado por el Cuerpo Aéreo del Ejército de los Estados Unidos para habituarse a la utilización de la presurización y de los motores turboalimentados. El único aparato fabricado fue probado para el Departamento de la Guerra, trabajo por el cual el USAAC recibió el Trofeo Collier de 1937. El XC-35 se encuentra actualmente incluido en la colección del Museo Nacional del Aire y del Espacio.
Lockheed KXL1
Un único Lockheed Model 10 Electra suministrado al Servicio Aéreo de la Armada Imperial Japonesa para evaluación.

## Operadores

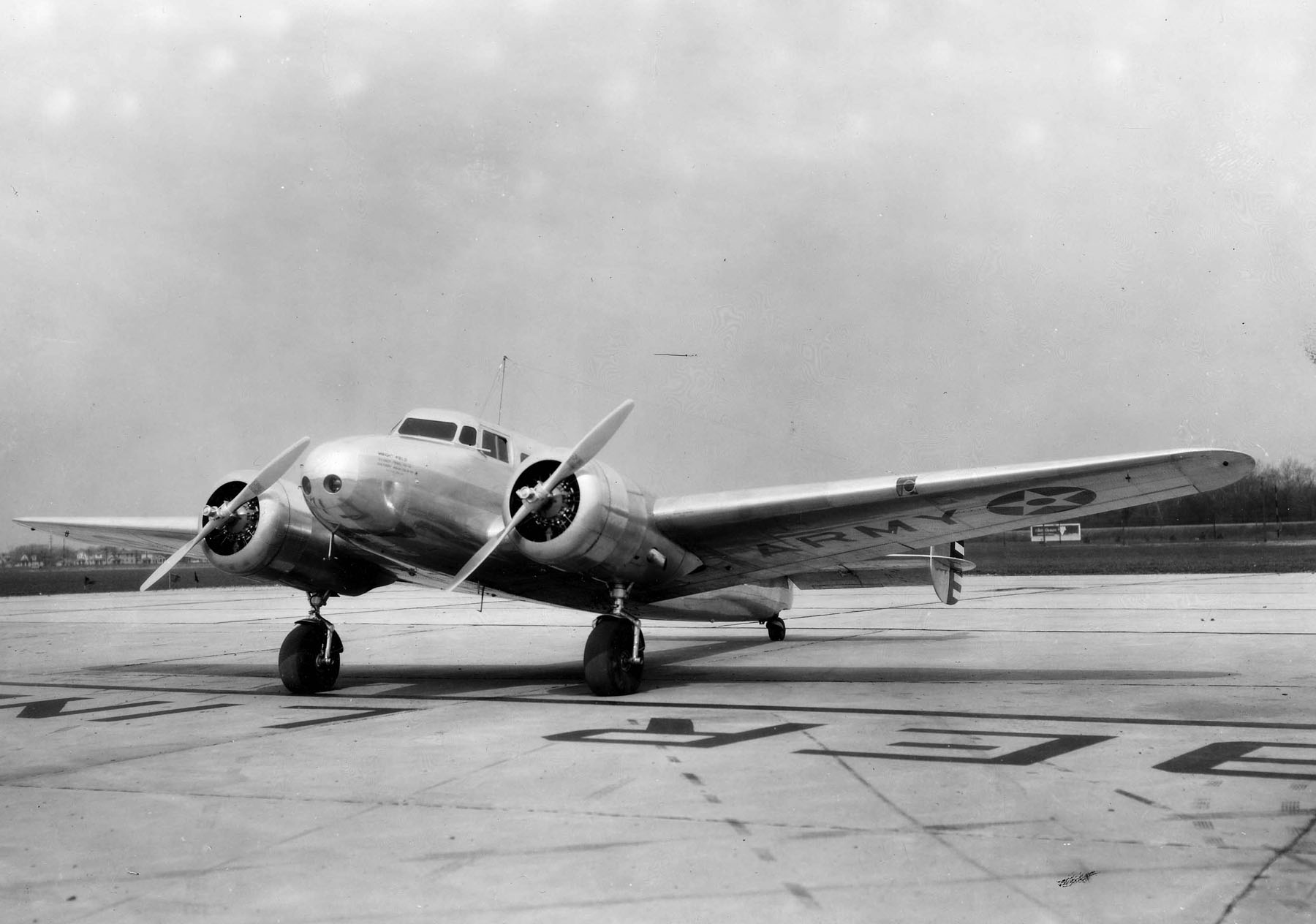
Lockheed Y1C-36 de las USAAF.

### Militares
Argentina
- Fuerza Aérea Argentina

 Australia
 Brasil
- Fuerza Aérea Brasileña

 Canadá
- Real Fuerza Aérea Canadiense

 Colombia
 Honduras
- Fuerza Aérea Hondureña

 España
- Fuerzas Aéreas de la República Española

 Estados Unidos
- Cuerpo Aéreo del Ejército de los Estados Unidos
- Fuerzas Aéreas del Ejército de los Estados Unidos
- Armada de los Estados Unidos
- Guardacostas de los Estados Unidos

 Japón
- Servicio Aéreo de la Armada Imperial Japonesa

 Reino Unido
- Real Fuerza Aérea británica

 Unión Soviética
 Venezuela
- Fuerza Aérea Venezolana

 Yugoslavia

### Civiles
- Aeropostal
- Aeroput (Yugoslavia) (actualmente JAT Airways)
- British Airways
- Canadian Airlines
- Chicago & Southern
- Continental Airlines
- Delta Air Lines
- Eastern Airlines
- Guinea Airways
- Hanford
- LARES (Rumania)
- LAN Chile
- LOT Polish Airlines (10 unidades entre 1936 y 1939)
- National Airways
- Northwest Airlines
- Pan American (Alaska Division)
- Trans-Canada Air Lines
- Union Airways of N.Z. Ltd

## Supervivientes

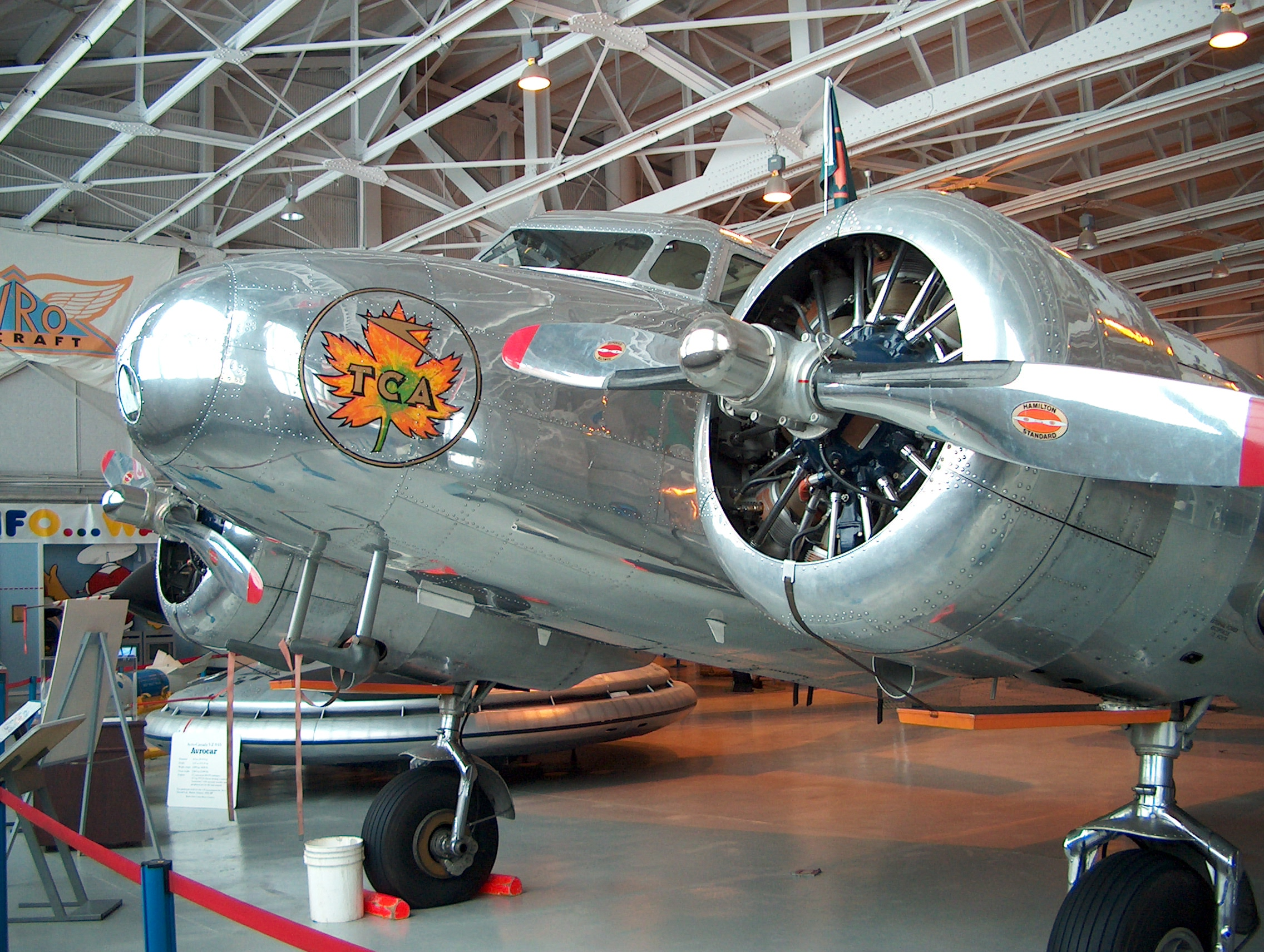
L-10A Electra "CF-TCC" con la librea de Trans-Canada Air Lines en el Museo Occidental de la Aviación de Canadá.

- Canadá acoge a dos Model 10-A. El primer avión de la flota de Air Canada (entonces Trans-Canada Air Lines) fue un Electra 10-A. Dos Electra fueron entregados a Trans-Canada Air Lines (TCA) en 1937. Su base estaba en Winnipeg y eran utilizados para el entrenamiento de pilotos. Trans-Canada Air Lines encargó tres más para servicios transcontinentales, siendo el "CF-TCC" uno de ellos. Estos antiguos aviones de TCA, junto con otros 10-A, fueron adquiridos por la Real Fuerza Aérea de Canadá (RCAF) durante la Segunda Guerra Mundial, siendo vendidos posteriormente a operadores privados.

Entre el 7 y el 10 de julio de 1967, Ann Pellegreno dio la vuelta al mundo con un 10-A de TCA para conmemorar el último vuelo de Amelia Earhart, 30 años antes. Tras este vuelo, el Museo de la Aviación de Canadá compró el aparato, fabricado en 1937, y fue la primera aeronave nueva adquirida por Trans-Canada Air Lines, que la utilizó hasta que fue transferida a la RCAF en 1939. Vendida en 1941 a un operador privado, voló hasta 1967 para distintos propietarios. Air Canada restauró la aeronave en 1968 y la donó al Museo.
El CF-TCC, otro de los primeros aviones de la TCA, fue localizado en Florida por un empleado de Air Canada que pasaba allí sus vacaciones a principios de los 80. Se reparó para poder ser llevado de vuelta a Winnipeg, donde fue restaurado. En 1987 realizaría distintos vuelos por Canadá para conmemorar el 50° aniversario de Air Canada.
Air Canada mantiene el aparato y lo utiliza para vuelos promocionales. La aeronave fue expuesta en la Feria Mundial del Transporte y las Comunicaciones de 1986 de Vancouver. En 2006 voló de Toronto a Washington D. C. como parte de los eventos del Airlines International Show. Durante la mayor parte del año, el TCC reside en el Western Canada Aviation Museum, donde es una de las mayores atracciones.
- Dos L-10 Electra se conservan en el Museo del Transporte y la Tecnología de Nueva Zelanda en Auckland. Otro Electra con base en Auckland, propiedad de Rob Mackley, se encuentra en proceso de restauración para volver a volar.

- En el "Museum of Flight" Boeing Field-Seattle, Estado de Washington, se encuentra un Electra en exhibición.

## Especificaciones (10-A)

### Características generales
- Tripulación: Dos
- Longitud: 11,8 m (38,6 ft)
- Envergadura: 16,8 m (55 ft)
- Altura: 3,1 m (10,1 ft)
- Superficie alar: 42,6 m² (458,4 ft²)
- Peso vacío: 2930 kg (6457,7 lb)
- Peso máximo al despegue: 4670 kg (10 292,7 lb)
- Planta motriz: 2× motor radial de nueve cilindros refrigerado por aire Pratt & Whitney Wasp Junior SB.
  - Potencia: 340 kW (469 HP; 462 CV) cada uno.

### Rendimiento
- Velocidad máxima operativa (Vno): 325 km/h (202 MPH; 175 kt)
- Velocidad crucero (Vc): 306 km/h (190 MPH; 165 kt)
- Alcance: 1300 km (702 nmi; 808 mi)
- Techo de vuelo: 5913 m (19 400 ft)
- Régimen de ascenso: 5 m/s (984 ft/min)
- Carga alar: 111,7 kg/m² (22,9 lb/ft²)
- Potencia/peso: 142 W/kg (11,7 lb/hp)

## Aeronaves relacionadas

### Desarrollos relacionados
- Lockheed Modelo 12 Electra Junior
- Lockheed Model 14 Super Electra

### Aeronaves similares
- SAI KZ IV
- Barkley-Grow T8P-1
- Beechcraft Model 18
- Boeing 247
- Douglas DC-2
- Caudron C.440 Goéland
- Avro Anson
- Airspeed Oxford

### Secuencias de designación
- Secuencia Numérica (interna de Lockheed): ← 7 - 8/A/D - 9 - 10 - 11 - 12 -14 -15 - 16 - 18 - 19 - 20 →
- Secuencia C-_ (Aviones de Carga del USAAC/USAAF/USAF, 1924-1962): ← C-33 - C-34 - C-35 - C-36 - C-37 - C-38 - C-39 - C-40 →
- Secuencia R_O (Aviones de Transporte de la Armada estadounidense, 1931-1962 (Lockheed, 1931-42)): RO - R2O - R3O - R4O - R5O - R6O →
- Secuencia K__ (Entrenadores de la Armada japonesa): ← KXC - KXJ - KXHe - KXL - A5M4-K - A6M2-K - B5N1-K →
- Secuencia Numérica (Aeronaves del Ejército del Aire español, 1939-1945): ← 42 (I) - 42 (II) - 42 (III) - 42 (IV) - 43 (I) - 43 (II) - 43 (III) →
- Secuencia L._ (Aeronaves Utilitarias del Ejército del Aire español, 1945-1954): ← L.7 - L.8 - L.9 - L.10 - L.11 - L.12 - L.13 →